# 24-Stunden-Rennen auf dem Nürburgring 1980

Streckenführung für das 24-Stunden-Rennen bis 1982

Das 9. 24-Stunden-Rennen auf dem Nürburgring fand vom 4. auf den 5. Oktober 1980 auf dem Nürburgring statt.

## Rennergebnis
Das Rennen im Oktober 1980 gewann das Team Ford Berkenkamp Racing auf einem Ford Escort RS2000, das mit diesem Fahrzeug im Vorjahr bereits den dritten Platz belegt hatte. Als Fahrer waren 1980 Dieter Selzer, Wolfgang Wolf und Matthias Schneider am Start. Auf Rang zwei kam der Opel Kadett GT/E von Mantzel und Kissling mit Wolfgang Offermann, Christoph Esser und Wolf-Dieter Mantzel ins Ziel. Den dritten Rang belegte der Escort RS2000 von Format Küchen mit Herbert Kummle, Karl Mauer und Winfried Vogt am Steuer, die im Vorjahr als Mannschaft des Sport Car Club of Stuttgart das Rennen gewonnen hatten.
Die Sieger erreichten nach 137 Runden und 3128,40 gefahrenen Kilometern das Ziel. 130 gestartete Fahrzeuge bedeuteten eine neue Rekordmarke, am Rennende wurden 75 Fahrzeuge gewertet.

## Rennverlauf
Klaus Ludwig, Klaus Niedzwiedz und Helmut Döring galten im Ford Capri 3.0 von Eichberg Racing aus Hasbergen-Gaste als große Favoriten, insbesondere nachdem Döring den Capri auf die Pole-Position stellen kann. Nach dem Bruch eines Achsstummels und einem kapitalen Motorschaden muss die Mannschaft nach 67 Runden das Rennen jedoch aufgeben. Auch dem späteren Siegfahrzeug von Berkenkamp Racing droht der Ausfall, als es in den letzten Stunden des Rennens Probleme mit dem Hinterachsantrieb gibt. Dieter Selzer kann sich im angeschlagenen Escort RS2000 jedoch noch mit einem Vorsprung von einer Runde ins Ziel retten.

## Streckenführung
Da die heutige Grand-Prix-Strecke am Nürburgring erst 1983 gebaut wurde, fuhr das 24-Stunden-Rennen bis 1982 auf einer ursprünglichen Streckenführung des Nürburgrings. Neben der Nordschleife war dies nur die „Betonschleife“ genannte Start-und-Ziel-Schleife.

## Besonderheiten
Nachdem in den vergangenen Jahren darauf verzichtet wurde, gab es 1980 im Bereich von Start und Ziel wieder eine Kirmes für die Zuschauer.